# Bibelgriechisch
Bibelgriechisch wird oder wurde als Bezeichnung für die folgenden auf der Koine basierenden Varianten der griechischen Sprache verwendet:
- neutestamentliches Griechisch, die Sprache der verschiedenen Schriften des Neuen Testaments (entstanden im 1. und 2. Jahrhundert)
- bis ins 19. Jahrhundert[1] die Sprache der Septuaginta, der griechischen Übersetzung des Alten Testaments[2] (etwa um 250 v. Chr. bis 100 n. Chr. entstanden)